# Żydcze
Żydcze (biał. Жыдча; ros. Жидче) – agromiasteczko na Białorusi, w obwodzie brzeskim, w rejonie pińskim, w sielsowiecie Chojno, przy drodze republikańskiej R147 i w pobliżu granicy z Ukrainą.
W miejscowości znajduje się parafialna cerkiew prawosławna pw. św. Michała Archanioła, natomiast w pobliżu – sztuczne jezioro Żydcze.

## Historia
W XIX w. wieś, okolica szlachecka i majątek ziemski.
W dwudziestoleciu międzywojennym leżały w Polsce, w województwie poleskim, w powiecie pińskim, w gminie Chojno. Po II wojnie światowej w granicach Związku Sowieckiego. Od 1991 w niepodległej Białorusi.